# 皇大神社 (奈良市平松町)
皇大神社（こうたいじんじゃ）は、奈良県奈良市平松町にある神社。

## 祭神
- 大日霊貴命
- 天児屋根命
- 磐長媛命

## 境内

### 本殿
三間社流造、銅板葺。春日大社摂社水谷神社の旧本殿の移しで、平松惣代森田平太郎が春日大社の御殿木係を務めていた縁で賜ったと伝わる。

### 境内社
- 厳島神社 - 市杵島姫命
- 住吉神社 - 上筒男命外

本殿の両脇に鎮座し、いずれも朱塗の春日造檜皮葺の小祠。

### 垂仁天皇陵陪塚跡
境内森の中に安山岩の巨石があり、垂仁天皇陵の陪塚の跡と伝わる。正月には注連縄が張られる。

### 観音堂
境内に接して西に観音堂と呼ばれる場所があり、古い瓦片などが見つかっている。

## 社宝

### 神楽鈴
「慶長十年(1605年)三月十六日ヒラマツ宇衛門」の陰刻銘がある。

## ギャラリー

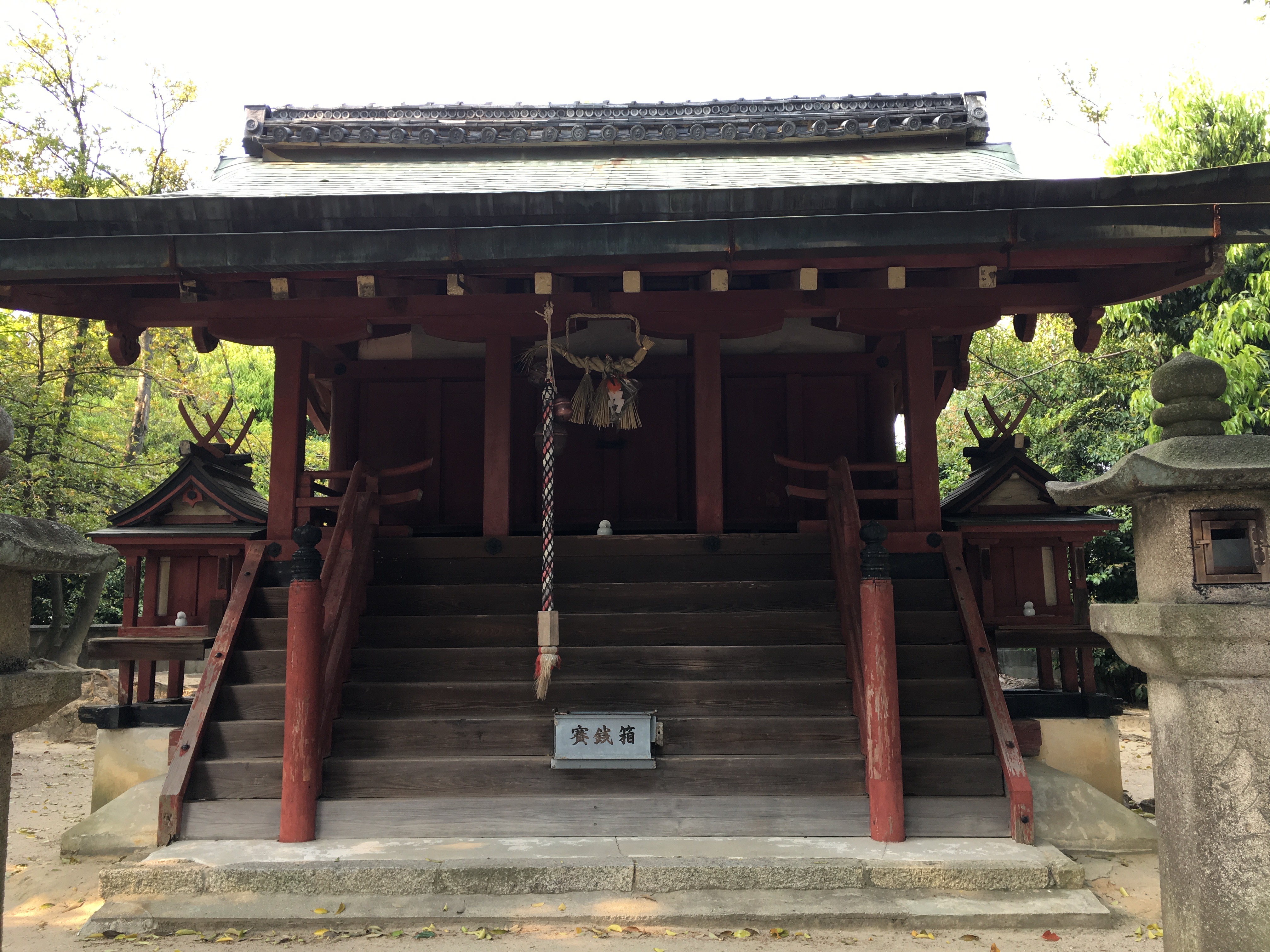
本殿
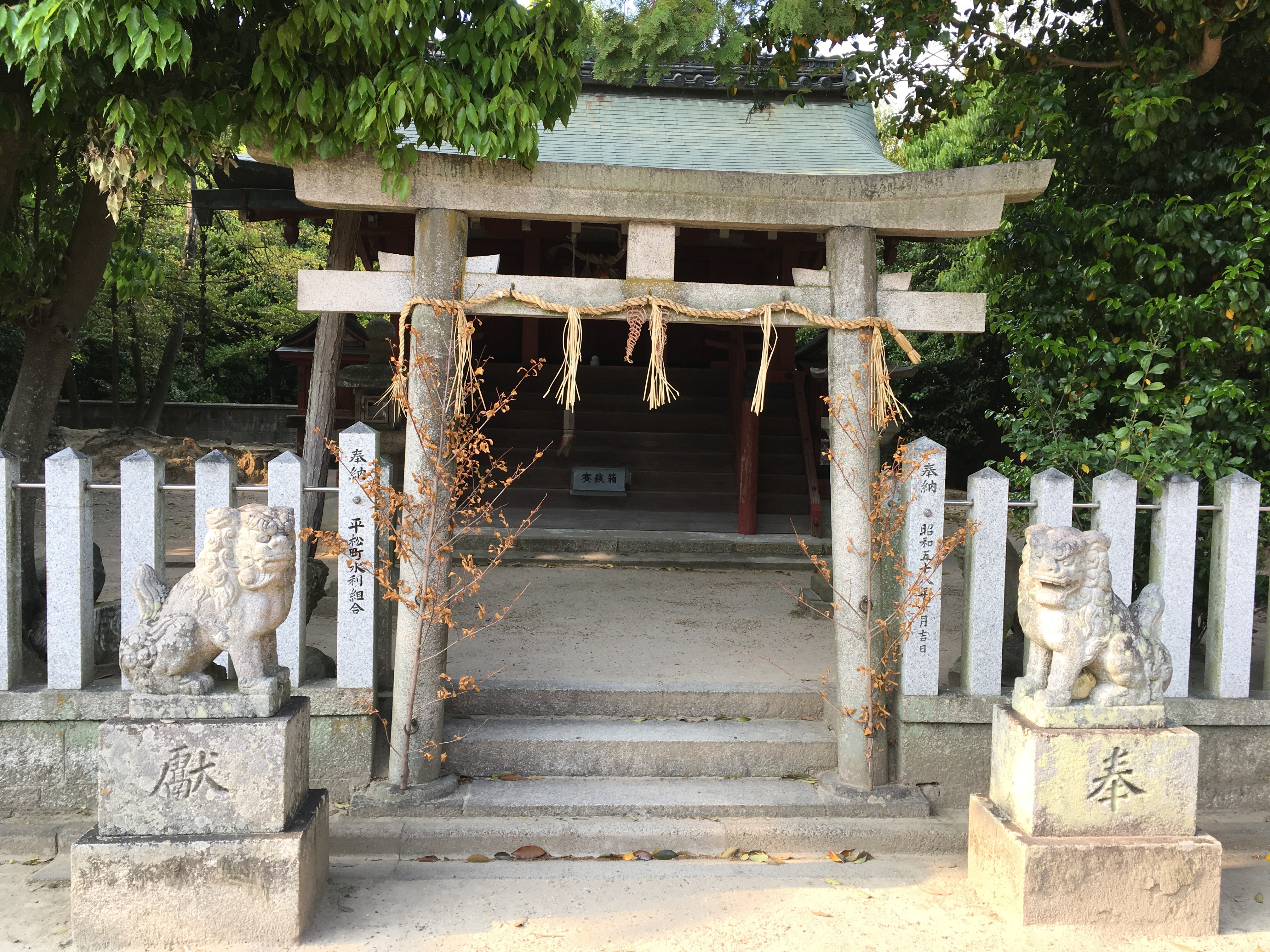
二の鳥居
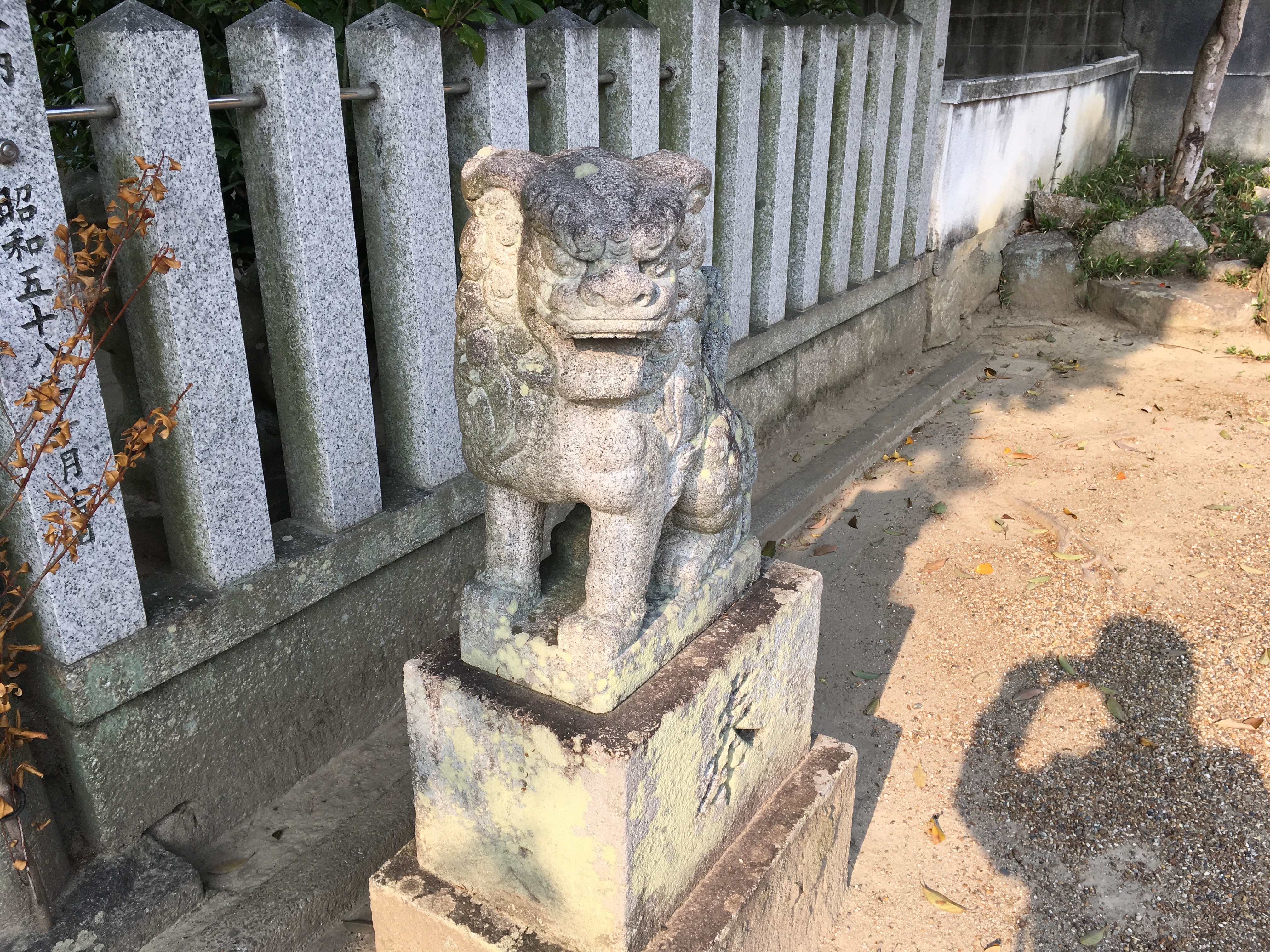
右狛犬
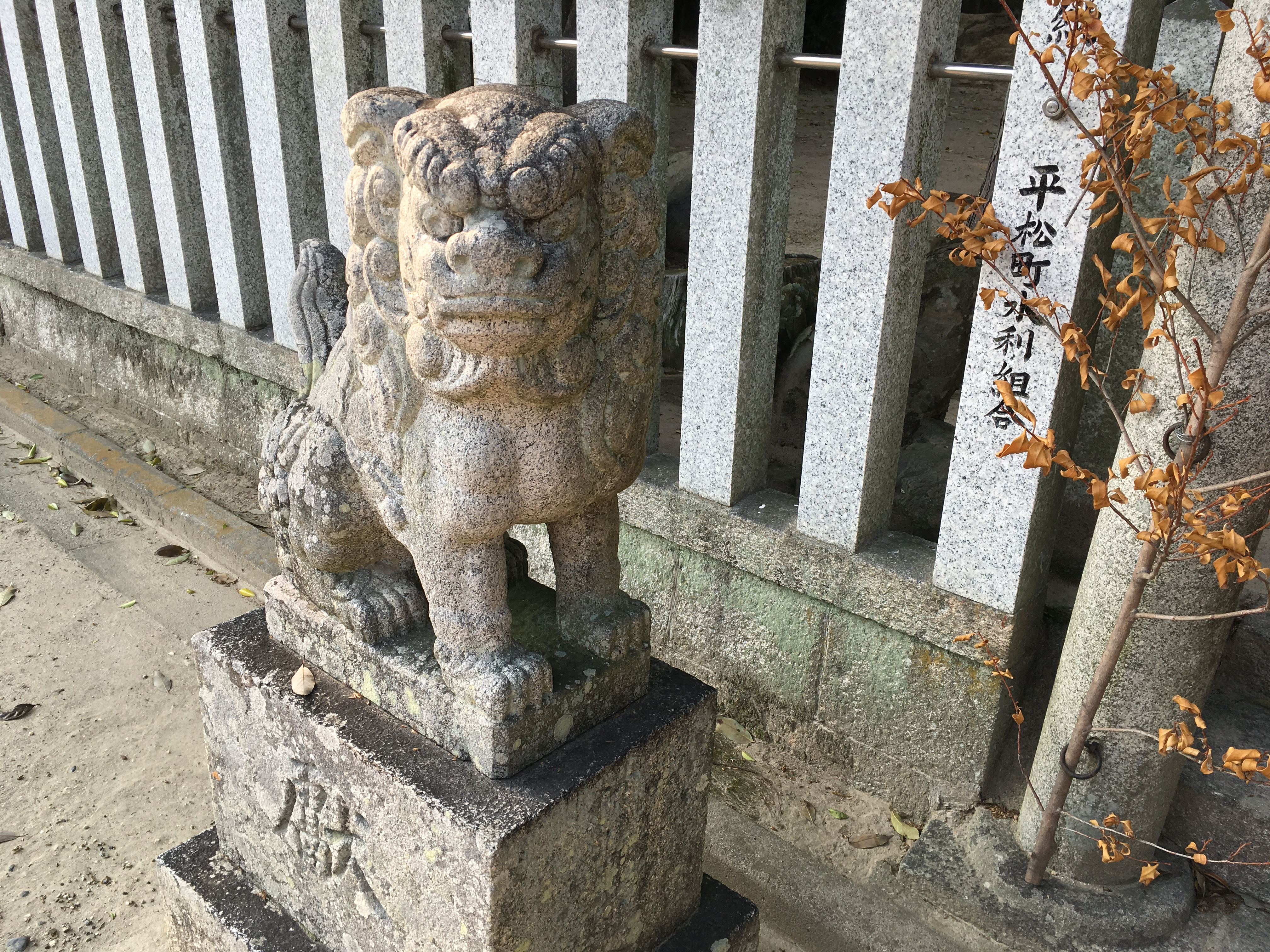
左狛犬
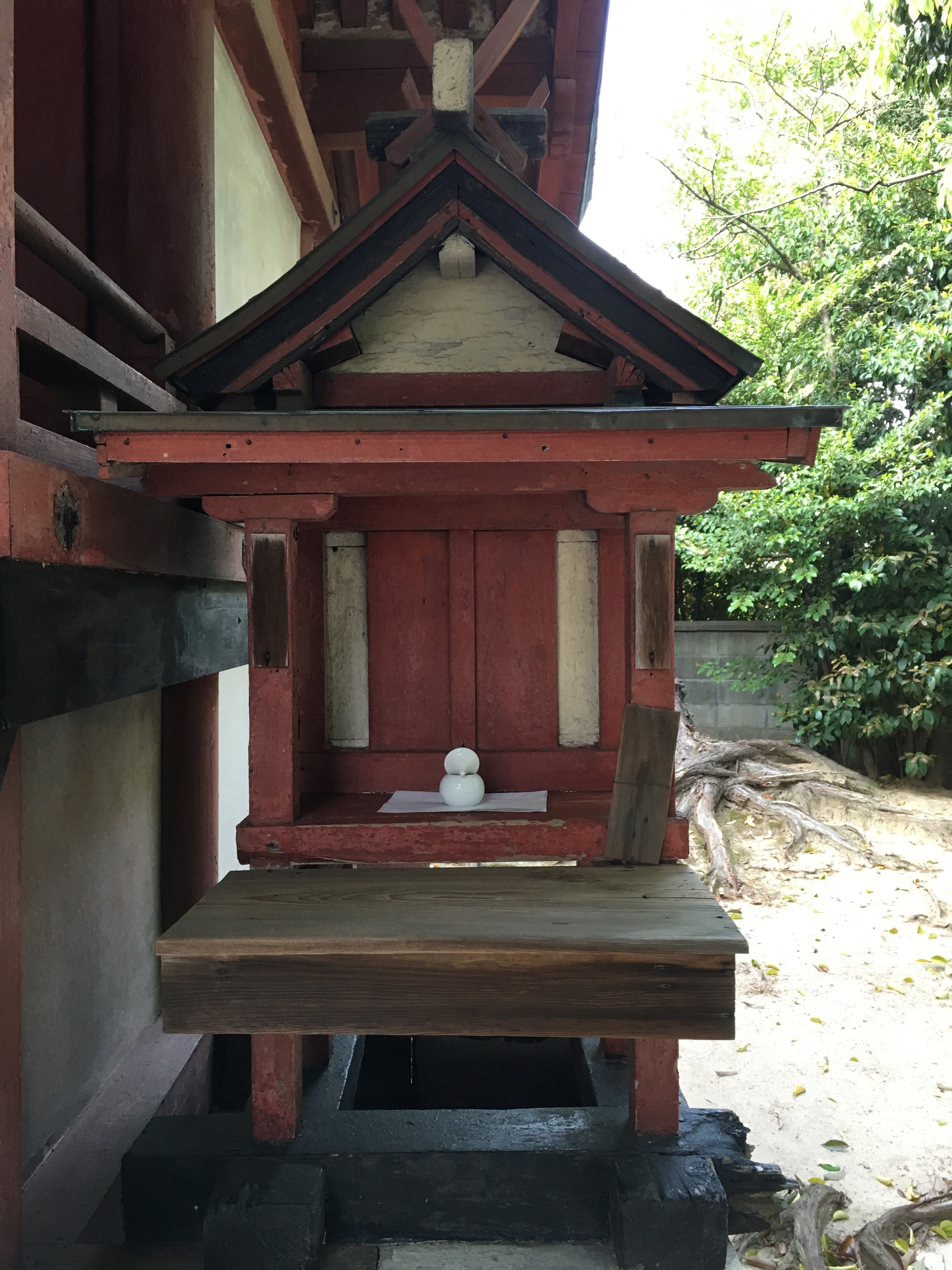
右境内社
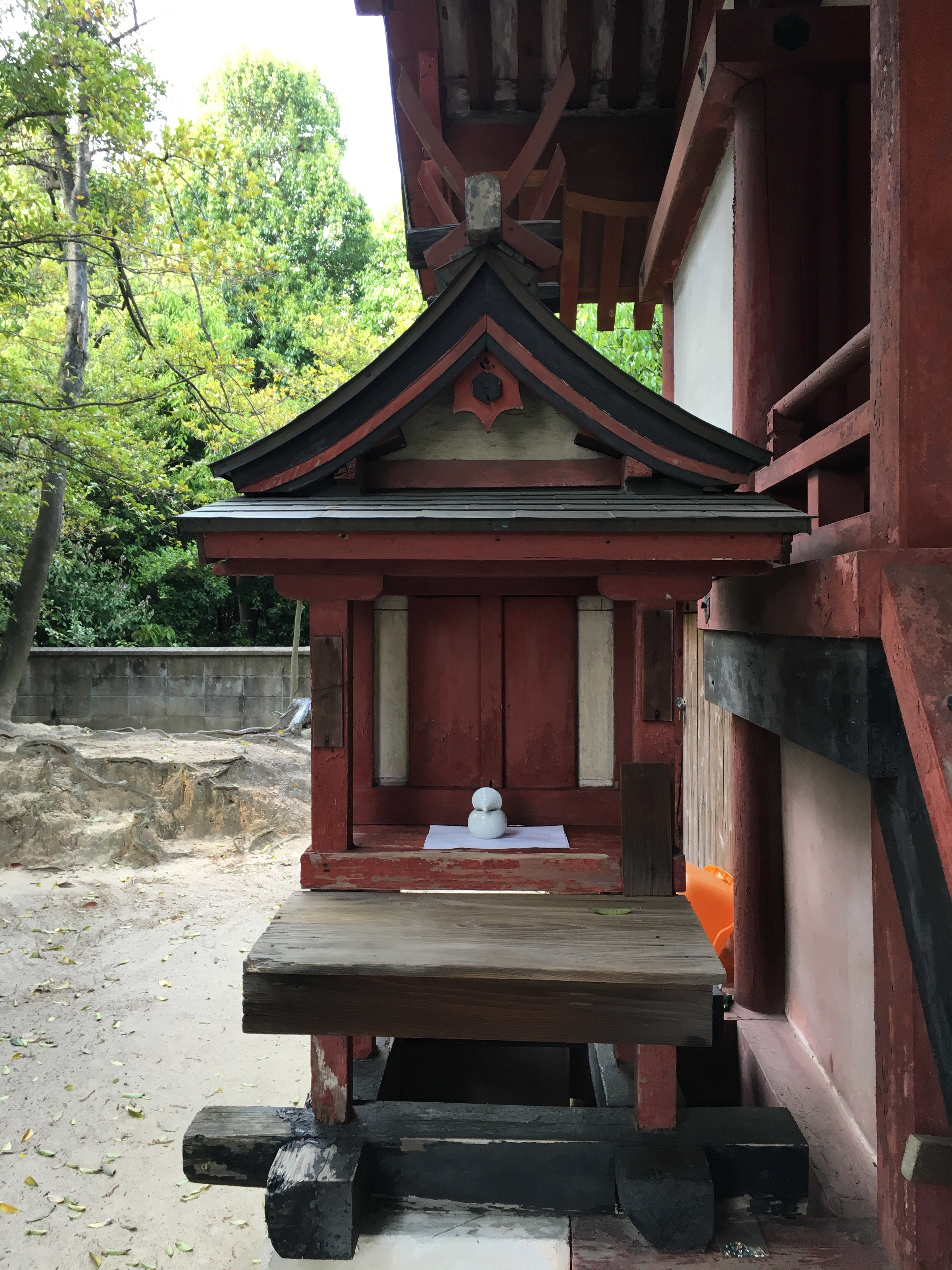
左境内社